# گاومیشک جلگه‌ای
گاومیشک جلگه‌ای یا گاومیشک دشتی (نام علمی: Bubalus depressicornis)، یک گونه بوفالو بومی سولاوسی است. نزدیکترین خویشاوند آن گاومیشک کوهستانی است و هنوز بحث بر سر این است که آیا این دو گونه یکی هستند یا خیر. همچنین مرتبط به گاومیش آبی است و هر دو در سردهٔ گاومیش‌های آسیایی طبقه‌بندی می‌شوند.

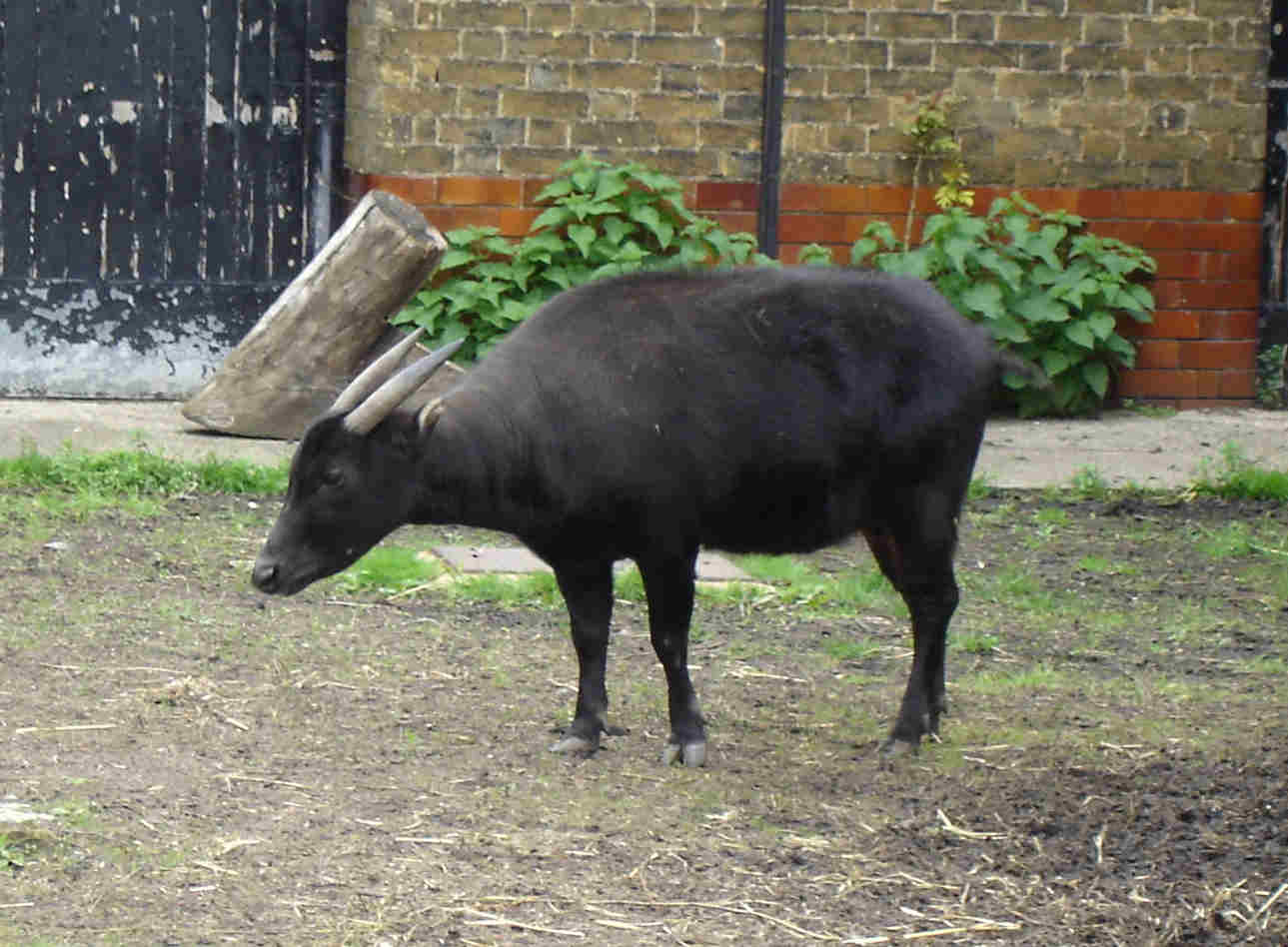
گاومیشک جلگه‌ای در باغ وحش لندن، انگلستان